# John Winthrop

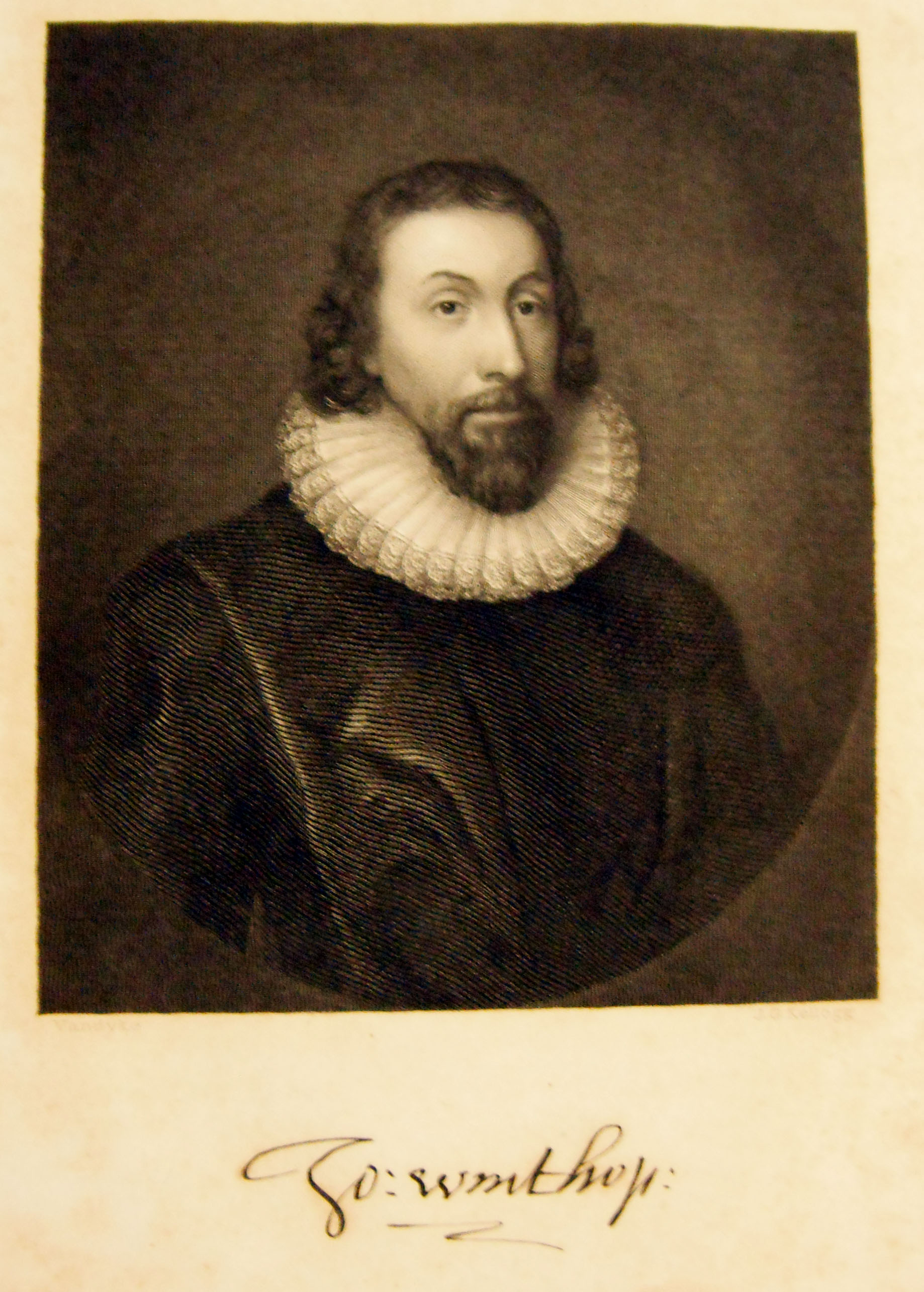
John Winthrop

John Winthrop (* 12. Januar 1588 in Edwardstone, Suffolk, England; † 26. März 1649 in Boston, Massachusetts) war ein englischer Jurist und Puritaner, er wurde 1629 zum zweiten Gouverneur der Massachusetts Bay Colony gewählt. Er gilt als einer der Stadtgründer von Boston und Gründerfiguren der Kolonie.

## Leben
Winthrop war ein Sohn von Anne und Adam Winthrop, eines englischen Lords, der sein 200 Hektar umfassendes Landgut Groton Manor während der Reformationszeit Henry VIII. abgekauft hatte. Bildung spielte in dieser Familie eine große Rolle, so dass er zuerst auch privat unterrichtet wurde. Ab 1602 oder 1603 besuchte er das Trinity College in Cambridge, wo sein Vater Direktor war. Dort lernte er die puritanischen Theologen John Cotton (1585–1652) und John Wheelwright (1592–1679) kennen. Er studierte Recht, besuchte auch rechtliche Fächer in Gray’s Inn, und er diente danach als Friedensrichter und Regierungsbeamter. In der Hauptsache war er jedoch Herr des Landguts, das er von seinem Vater geerbt hatte. 1627 bis 1629 war er an einem Amtsgericht tätig.
Seit seiner Jugendzeit studierte er in der Bibel und wurde so ein eifriger Puritaner und auch Sozialaktivist. Unter Charles I., der 1625 bis 1649 englischer König war, wurden die Puritaner weiter verfolgt. Winthrop kam mit der Massachusetts Bay Company in Kontakt, verkaufte seinen großen Besitz in England und entschied nach Boston in Neuengland auszuwandern, weil ihm die Glaubensfreiheit als Puritaner wichtiger war als sein bisheriger Status.
Am 20. Oktober 1629 wurde John Winthrop als Nachfolger von John Endicott (1600–1665) zum zweiten Gouverneur der Massachusetts Bay Colony gewählt und erreichte diese Kolonie im April 1630 mit der Arbella auf einer Flotte von elf Schiffen mit rund 700 Siedlern. Wahrscheinlich auf dem Schiff verfasste er seine programmatische Predigt A Model of Christian Charity (deutsch: Ein Beispiel christlicher Nächstenliebe) und prägte darin den Ausdruck City upon a Hill (deutsch: Stadt auf dem Hügel) für Boston, der auf das alttestamentliche Volk Israel, die Stadt Jerusalem und die neutestamentliche Bergpredigt Bezug nahm.
Mit seiner Familie siedelte er sich in Boston an, wo er am Mystic River eine Farm aufbaute, die jedoch deutlich kleiner war als sein Landgut in England. Er ging in den praktischen Aufbauarbeiten mit gutem Beispiel voran und half auch seinen Nachbarn, aber er hielt auch Sklaven und unterstützte die Sklaverei.

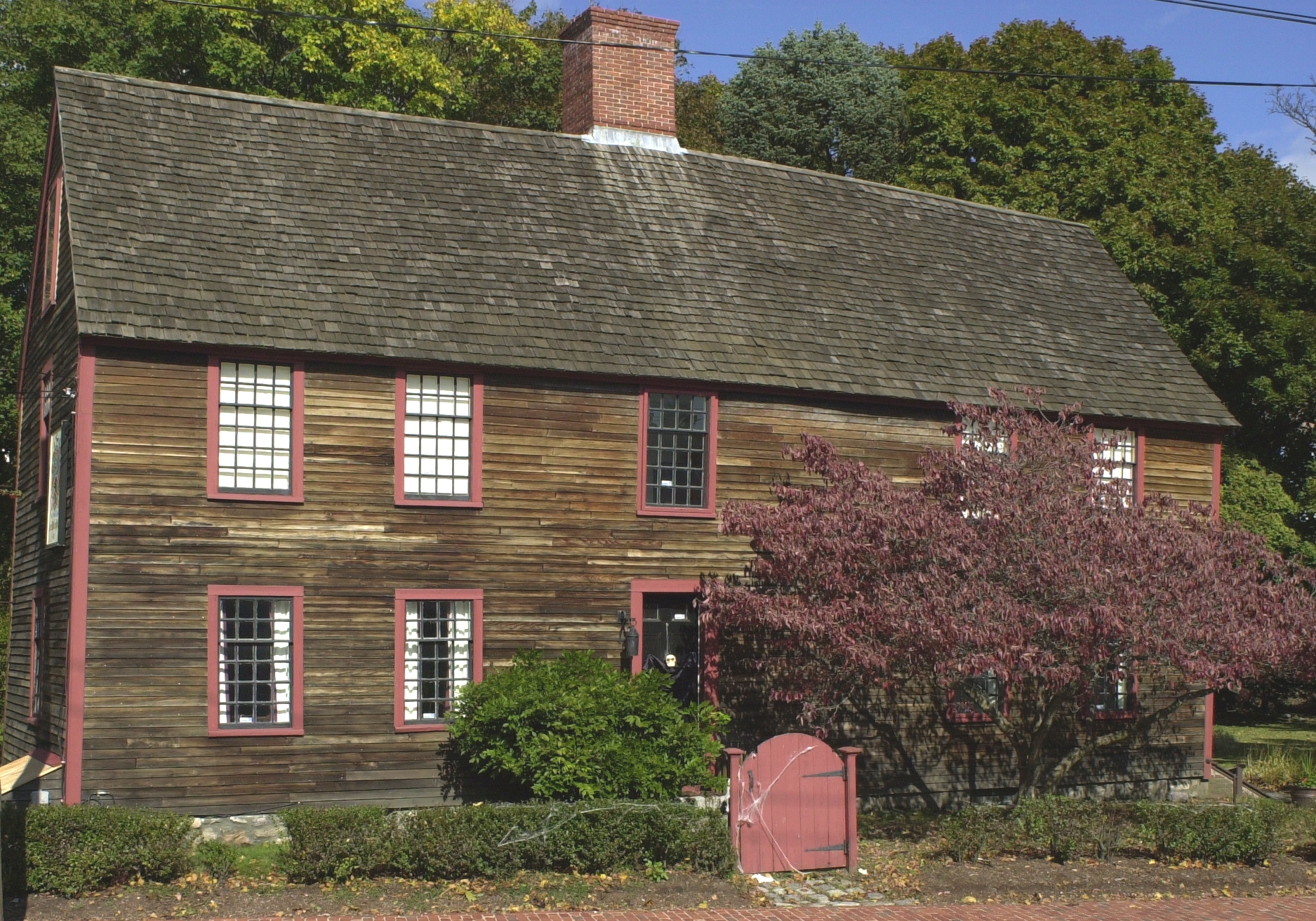
Das Deane-Winthrop-Haus im Jahr 2009

Von 1631 bis zu seinem Tode 1649 wurde er zwölfmal, mit wenigen Ausnahmen alljährlich, als Gouverneur der Kolonie wiedergewählt und prägte in dieser Zeit den Aufbau der Stadt Boston mit ihren öffentlichen Einrichtungen und die politische und wirtschaftliche Entwicklung der Kolonie entscheidend mit. Er ließ Expeditionen am Charles River durchführen, woraus später die Orte Cambridge, Charlestown, Dorchester, Medford, Roxbury und Watertown entstanden. Während seiner Zeit als Gouverneur kamen über 20.000 Einwanderer aus England in der Kolonie an, und es gelang ihm, auch eine gewisse Eigenständigkeit gegenüber dem englischen Königshaus zu behaupten.
Winthrop stand im Briefwechsel mit dem Baptisten Roger Williams (1603–1683), der 1635 aus der Kolonie ausgewiesen wurde und nach Rhode Island weiterziehen musste, um dort eine eigene Kolonie zu gründen. Er war nicht wie Williams für eine gänzliche Trennung von Kirche und Staat sowie Religions- und Gewissensfreiheit. Die Auseinandersetzung mit der dissidenten Anne Hutchinson (1591–1643) dauerte etwas länger, er und seine puritanischen Mitstreiter wollten jedoch nicht in den Verdacht geraten, sie religiös zu verfolgen. Im März 1637 wurden die Treffen in Hutchinsons Haus wegen Gefährdung der sozialen Ruhe und Ordnung verboten. Im November 1637 fand in Cambridge ein Gerichtsprozess gegen sie statt, in dem Winthrop den Vorsitz der 48 anwesenden Männer führte und auch die Anklage verlas. Sie wurde angeklagt, dass sie als Frau die angemessene häusliche Sphäre verlassen und eine unangemessene soziale Autorität über die Gruppe ihrer Anhänger ausgeübt habe, die nur Männern und der Kirche zustehe. Sie verteidigte sich selbst, aber ihr eigenständiges Verhalten, selbstbewusstes Auftreten und ihre Ausführungen wurden von ihm, den Magistraten und den meisten Volksvertretern (englisch: freemen) missbilligt. Sie wurde verurteilt, im nahen Roxbury unter Hausarrest gestellt, aus der Kirche ausgeschlossen und am 1. April 1638 endgültig aus der Kolonie verbannt.
Gegen die Pequot-Indianer wandten sich die Siedler ebenso wie Winthrop selbst erbarmungslos im sogenannten Pequot-Krieg (1636–1638), bei dem am 27. Mai 1637 über 700 Indianer ums Leben kamen, als ihre Dörfer niedergebrannt wurden. 1645 hielt er die bekannte Rede A Little Speech on Liberty (deutsch: Eine kurze Rede zur Freiheit). Nach seinem Tod am 26. März 1649 wurde er auf dem Friedhof der King's Chapel Burying Ground in Boston beigesetzt.

## Familie
1605 heiratete John Winthrop Mary Forth, seine erste Frau, die 1615 bei der fünften Geburt im Kindsbett starb. Im selben Jahr ehelichte er Thomasine Clopton, die bereits im folgenden Jahr im Kindsbett starb. 1618 heiratete er Margaret Tyndal, seine dritte Frau, die 1647 starb. Noch im selben Jahr heiratete er Martha Rainsborough. Insgesamt hatte er 16 Kinder, einer seiner Söhne, John Winthrop, Jr., war Gouverneur der Colony of Connecticut.